# Maculatifrondes aequatoriensis
Maculatifrondes aequatoriensis är en svampart som beskrevs av K.D. Hyde 1996. Maculatifrondes aequatoriensis ingår i släktet Maculatifrondes, ordningen Phyllachorales, klassen Sordariomycetes, divisionen sporsäcksvampar och riket svampar.   Inga underarter finns listade i Catalogue of Life.